# Walter F. Schirmer

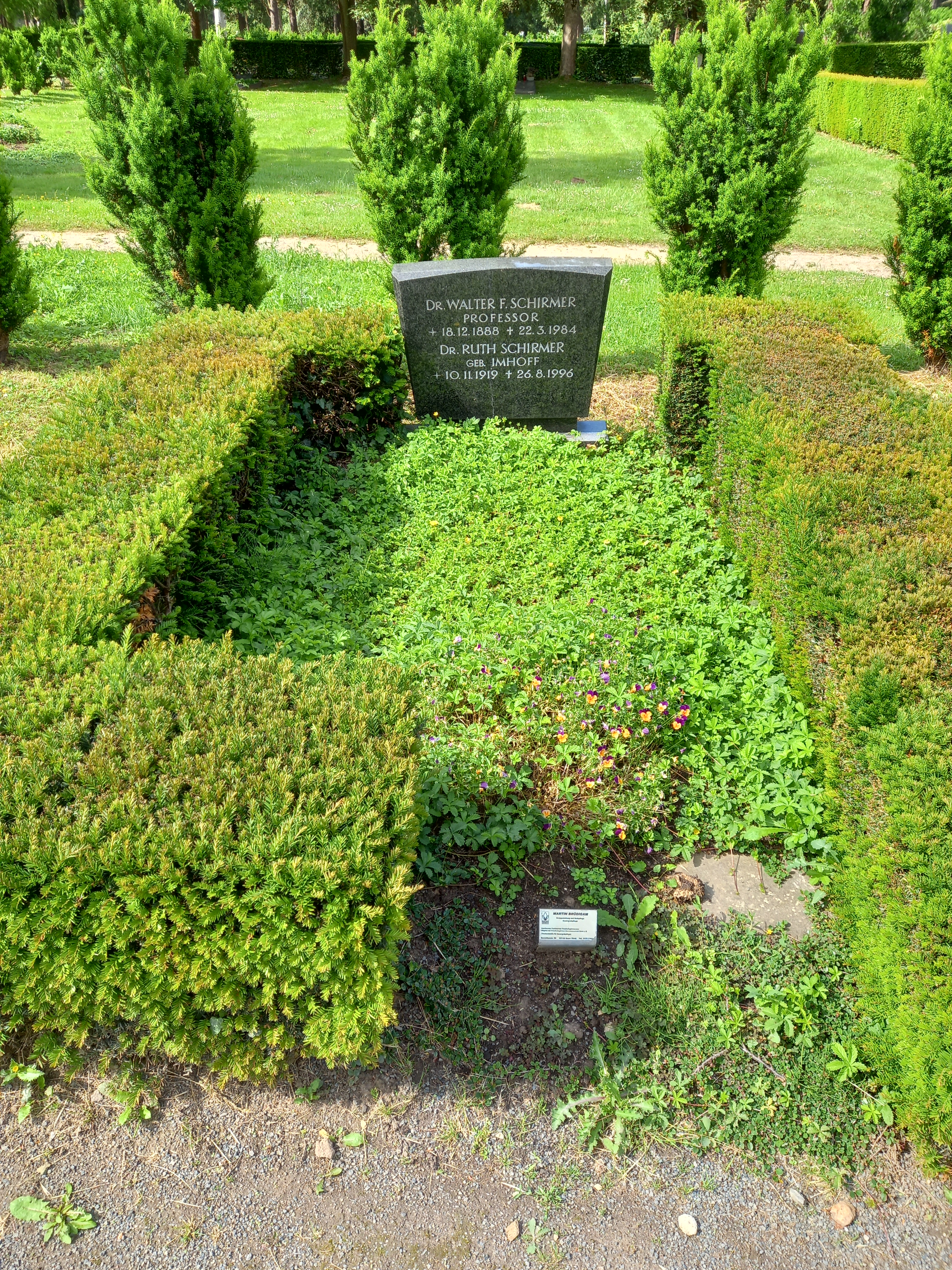
Das Grab von Walter F. Schirmer und seiner Ehefrau Ruth geborene Imhoff auf dem Südfriedhof (Bonn)

Walter Franz Schirmer (* 18. Dezember 1888 in Düsseldorf; † 22. März 1984 in Bonn) war ein deutscher Philologe und Professor für Anglistik.

## Leben
Nach dem Besuch und Abschluss des Gymnasiums in Konstanz studierte er in Heidelberg, München, Berlin, Bonn, Oxford und in Freiburg im Breisgau das Fach Neuere Sprachen. Im Jahre 1912 erlangte er die Promotion.
In Bukarest nahm er nach dem Studium eine Tätigkeit als Oberlehrer an der Deutschen Schule auf. Zurückgekehrt nach Freiburg wechselte er 1919 in den höheren Schuldienst. Danach ging er an die Universität Freiburg als Lektor, um dann ab 1923 als Privatdozent dort zu lehren.
An der Universität Bonn war er ab 1925 als Ordinarius tätig. Danach nahm er einen Ruf an die Universität Tübingen im Jahre 1929 an. Anschließend lehrte er ab 1932 als Nachfolger von Alois Brandl an der Universität Berlin. 1943 wurde Schirmer Mitglied der  Preußischen Akademie der Wissenschaften. Schirme zählte zu den „bedeutendsten Anglisten“ seiner Zeit. Seine Publikationen während der NS-Zeit blieben „überraschend frei von Verbeugungen vor nationalsozialistisch anerkannten Ideologemen“.
Nach Ende des Krieges kehrte er 1946 wieder an die Universität Bonn zurück. Im Jahre 1948 wurde er Mitglied der Arbeitsgemeinschaft für Forschung des Landes Nordrhein-Westfalen, aus der 1970 die Nordrhein-Westfälische Akademie der Wissenschaften und der Künste hervorging. Von 1952 bis 1965 war er Mitherausgeber der anglistischen Fachzeitschrift Anglia. Weiterhin gehörte er der Deutschen Akademie der Wissenschaften in Berlin und der Deutschen Akademie für Sprache und Dichtung in Darmstadt an.

## Auszeichnungen
- 1958: Großes Bundesverdienstkreuz

## Schriften (Auswahl)
- Der englische Roman der neuesten Zeit, 1923
- Antike, Renaissance und Puritanismus, 1924
- Geschichte der englischen Literatur, 1937
- Einfluß der englischen Literatur auf die deutsche, 1947
- John Lydgate, Ein Kulturbild aus dem 15. Jahrhundert, 1952
- Die frühen Darstellungen des Arthurstoffes, 1958
- Der englische Frühhumanismus, 1963
- Kurze Geschichte der englischen Literatur, 1964
- Geschichte der englischen und amerikanischen Literatur, 1968
- als Hrsg. mit Ruth Schirmer: Thomas Morus. Lebenszeugnis in Briefen. 2., verbesserte Auflage. Heidelberg 1984.